# Anatol Rosenfeld
Anatol Rosenfeld (* 28. August 1912 in Berlin; † 11. Dezember 1973 in São Paulo) war ein deutscher Literaturkritiker.

## Leben
Rosenfeld studierte von 1930 bis 1934 in Berlin an der Friedrich-Wilhelms-Universität Philosophie, Literatur und Geschichte. Er verließ Deutschland während der Olympischen Spiele 1936.
“Ein Besucher (der Spiele) hatte ihn um Auskunft auf der Straße gebeten. Da sie auf Englisch gesprochen hatten, meinte ein Gestapo-Spitzel, dass Rosenfeld “Gräuelmärchen über Deutschland” verbreitet hätte. Daraufhin wurde Rosenfeld aufgefordert, bei der Gestapo vorstellig zu werden. Er, der ein Jude und dazu ein Linker war, floh nach Holland.”, schrieb Roberto Schwarz in einem in der brasilianischen Zeitung O Estado de São Paulo veröffentlichten Artikel.

## Exil in Brasilien
1937 gelangte Rosenfeld mit einem Touristenvisum nach Brasilien. Am Anfang arbeitete er als Tagelöhner bei Großgrundbesitzern im Inneren des Bundeslandes São Paulo. Später wurde er Türpolier in Londrina (Bundesland Paraná) und schließlich Handelsvertreter für Krawatten und Damenwäsche. Dabei legte er per Zug die Strecke von Marília (São Paulo) bis Cuiabá (MT) zurück. Da sein Touristenvisum abgelaufen war, wagte er es nicht, nach São Paulo zurückzukehren. In einem Dorf im  Landesinneren wollte ein Polizeibeamter ihn und seinen Kollegen Walter Lewy, dessen Touristenvisum ebenfalls abgelaufen war, verhaften. Dieser Beamte entschied sich jedoch anders und ließ die beiden nicht nur frei, sondern gab ihnen auch dauerhafte Visa. Als Rosenfeld genug Geld beiseitegelegt hatte, begab er sich nach São Paulo, wo er ein bescheidenes Zimmer in einer Pension mietete. Er hörte auf zu reisen und widmete sich von nun an ausschließlich seiner weiteren Ausbildung und dem Studium der portugiesischen Sprache. Vor dem Ende des Krieges begann er Artikel auf Portugiesisch für Zeitungen in São Paulo, darunter die von Alfred Hirschberg herausgegebene Crônica Israelita, zu schreiben. Ein Beispiel dafür ist sein langer und fundierter Essay über den Nationalsozialismus mit dem Titel As causas psicológicas do nazismo (Die psychologischen Gründe des Nationalsozialismus), der 1945 im Jornal de São Paulo veröffentlicht wurde.

## Berufslaufbahn als Literaturkritiker
Um zu überleben, gab Rosenfeld Privatunterricht in Philosophie, Dramaturgie und Literatur. Außerdem beteiligte er sich an den kleinen literarischen Zirkeln, die vor allem in der Nachkriegszeit unter den hauptsächlich jüdischen Exilierten regelrecht aus dem Boden sprossen. Diese Zirkel, die als eine Art von Rettungsanker gegen den geistigen Schiffbruch in der fremden Welt bezeichnet werden können, dienten den Exilierten auch zur Positionierung. Rosenfeld z. B. weigerte sich bis Ende der 1950er Jahre, Artikel auf Deutsch für die neu-entstandene deutsche Presse zu schreiben. Andererseits wurde durch die Zugehörigkeit zu diesen Zirkeln der Zugang zu den brasilianischen Intellektuellen-Kreisen erschwert. Rosenfeld schaffte dennoch den Sprung, als er 1956 vom Herausgeber der Literaturbeilage des O Estado de São Paulo, Antônio Cândido, eingeladen wurde, Beiträge für die Beilage zu verfassen. Rosenfeld schrieb die Kolumne Letras Germânicas. Im Laufe der Jahre etablierte sich Rosenfeld bei dieser Zeitung als Literaturkritiker par excellence und zugleich als hervorragender Kulturvermittler, der eine Brücke zwischen der deutschsprachigen Kunst und Literatur und Brasilien geschlagen hat. Bis zu seinem Tod erhielt Rosenfeld ständig Einladungen an brasilianische Universitäten. Nach Antônio Cândido lehnte er diese Einladungen stets ab, weil er seine intellektuelle Unabhängigkeit nicht aufgeben wollte. Eine Ausnahme war seine Lehrtätigkeit von 1962 bis 1967 an der Escola de Arte Dramática (São Paulo), die eine private und unkonventionelle Einrichtung war. Durch seine Kurse und Vorlesungen an dieser Schule trug er zur Verbreitung der Brecht´schen Theaterpädagogik und auch zur Erneuerung des brasilianischen Theaters bei. Rosenfeld war Autor vieler Werke über Theater und literaturwissenschaftliche Themen, die bis heute Standardwerke sind.

## Werke
- Doze Estudos. Conselho Estadual de Cultura, São Paulo 1959
- O Teatro Épico. DESA, São Paulo 1965. (Neuauflage 1985 bei Perspectiva).
- A Personagem de Ficção (mit Antonio Candido, Décio de Almeida Prado und Paulo Emílio Salles Gomes). Perspectiva, São Paulo 1968.
- Teatro Alemão. Brasiliense, São Paulo 1968.
- Texto/Contexto. Perspectiva, São Paulo 1969.
- Estrutura e Problemas das Obras Literárias. Perspectiva, São Paulo 1976.
- Os Protocolos dos Sábios de Sião. Perspectiva, São Paulo 1976.
- Teatro Moderno. Perspectiva, São Paulo 1977.
- O Mito e o Herói no Moderno Teatro Brasileiro. Perspectiva, São Paulo 1982.
- O Pensamento Psicológico. Perspectiva, São Paulo 1984.
- Texto/Contexto II. Perspectiva, São Paulo 1993.
- História da Literatura e do Teatro Alemães. Perspectiva, São Paulo 1993.
- Prismas do Teatro. Perspectiva, São Paulo 1993.
- Letras Germânicas. Perspectiva, São Paulo 1993.
- Negro, Macumba e Futebol. Perspectiva, São Paulo 1993.
- Thomas Mann. Perspectiva, São Paulo 1994.
- Letras e Leituras. Perspectiva, São Paulo 1994.
- Na Cinelândia Paulistana. Perspectiva, São Paulo 2002.
- Cinema: Arte & Indústria. Perspectiva, São Paulo 2003.
- Anatol of Road. EDUSP/Perspectiva, São Paulo 2003.
- Anatol on the road. Perspectiva, São Paulo 2006.